# Jerzy Michał Kamiński
Jerzy Michał Kamiński herbu Prawdzic – wojski oszmiański w latach 1682–1698, wojski rzeczycki już w 1672 roku.
Żonaty z Hanną Czyżówną.
Był wyznawcą kalwinizmu.